# 道德街街道
道德街街道，是中华人民共和国山東省济南市槐荫区下辖的一个乡镇级行政单位。

## 行政区划
道德街街道下辖以下地区：
北辛街社区、新世界阳光花园社区、南大槐树西街社区和西新街社区。

## 人口
2010年中国第六次人口普查时，道德街街道共有人口16206人。共有家庭5463户，平均每户2.40人。14岁以下的少年儿童共1343人，占总人口8.287%；15-64岁人口共13123人，占总人口80.97%；65岁及以上的老年人共1740人，占总人口的10.73%。男性共计8530人，占总人口52.63%；女性共计7676，占总人口47.36%。本地居住的人口中，拥有本地户籍的人口为9719人，占59.97%。